# Acme Animation Factory
ACME Animation Factory è un videogioco educativo per il Super Nintendo Entertainment System pubblicato dalla Sunsoft nel novembre del 1994.
In questo videogioco, vengono dati al giocatore una serie di oggetti per creare dei propri cartoni usando i personaggi più famosi dei Looney Tunes, includendo grafiche, animazione e musica. Una volta creato un cartone, esso può essere salvato e rivisto in seguito.
Ci sono altri minigiochi come il Solitario o il Mischia e Azzecca (una variante del gioco di carte per bambini "Concentrazione") per chi non è abbastanza talentuoso artisticamente.